# Yenibudak
Yenibudak ist ein Dorf (Köy) im Landkreis Mazgirt der türkischen Provinz Tunceli. Im Jahr 2011 lebten in Yenibudak 11 Menschen.